# San Pedro ad Vincula

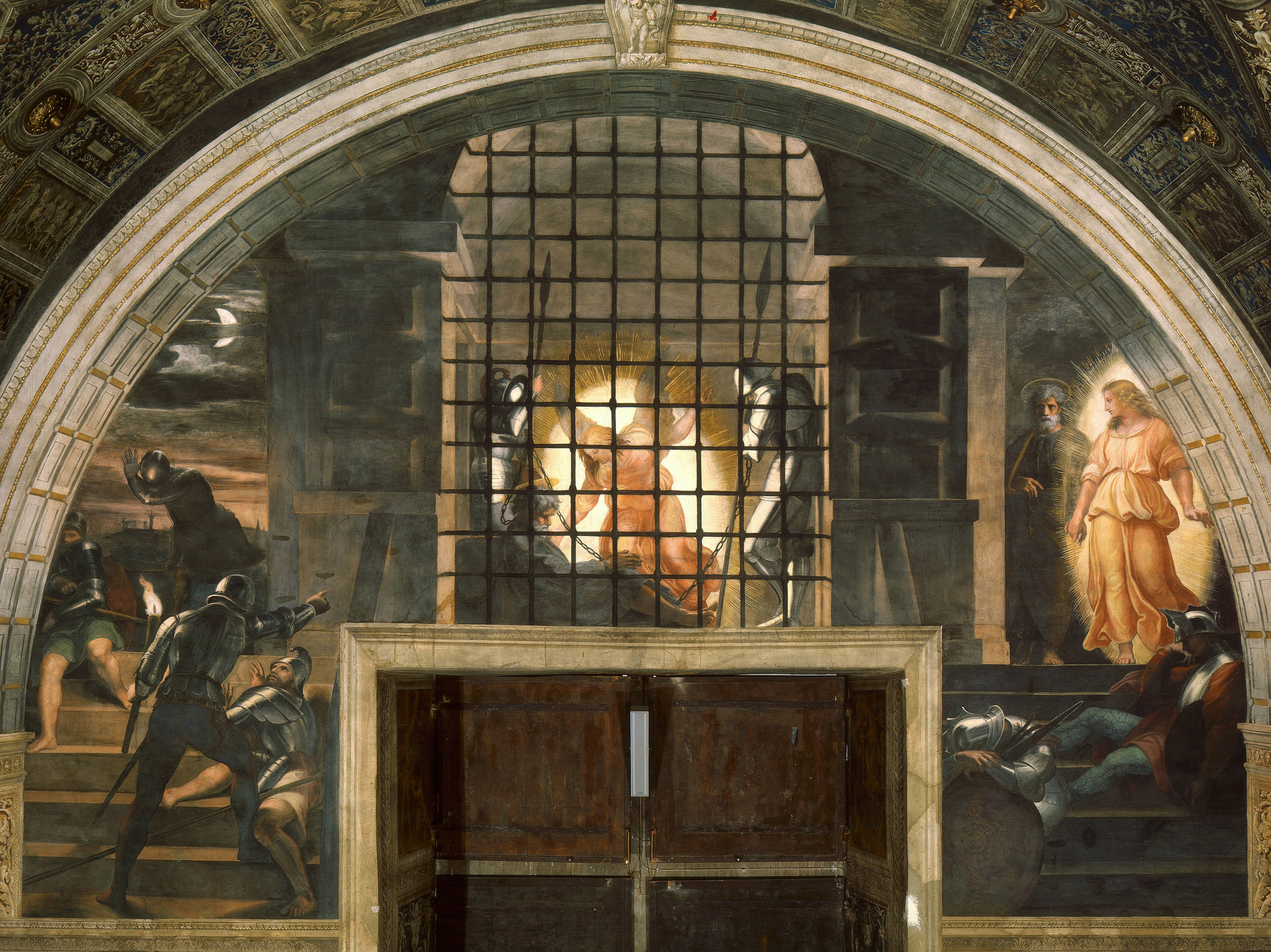
Liberación de San Pedro, en una de las estancias vaticanas de Rafael.

San Pedro ad Vincula, in Vincoli o in Vinculis ("San Pedro encadenado") es una advocación de San Pedro Apóstol, celebrada el 1 de agosto, que se refiere a la escena narrada en Hechos de los Apóstoles, capítulo 12 (la estancia de San Pedro en la cárcel y su milagrosa liberación). También hubo otra estancia de San Pedro en la cárcel, previa a su martirio en Roma (tradicionalmente, se considera que en la cárcel Mamertina). La Iglesia católica conmemora su festividad el 1 de agosto.

## San Pedro ad Vincula por países
La denominación es utilizada en la basílica de San Pietro in Vincoli (Roma), sede en la que radica el título cardenalicio de San Pedro Encadenado, y en otros muchos templos cristianos, tanto en Italia como en otros países:

### Italia
- Iglesia San Pietro in Vinculis, Borgo San Lorenzo, Toscana.
- Iglesia San Pietro in Vinculis, Comune di Caccamo, Sicilia.
- Iglesia San Pietro in Vinculis, Castellino del Biferno, Molise.
- Iglesia San Pietro in Vincoli, Madignano, Lombardía.
- Iglesia San Pietro in Vinculis, Napoli.
- Iglesia San Pietro in Vinculis, Pisa.
- Iglesia San Pietro in Vincoli, Ravenna.
- Iglesia San Pietro in Vincoli, Salerno.

### España
- Iglesia San Pedro ad Vincula, Sayatón, Guadalajara.
- Iglesia San Pedro ad Vincula, Muñecas, Soria.
- Iglesia de San Pedro ad Vincula, Castillejo del Romeral, Cuenca.
- Iglesia San Pedro ad Vincula, Villavieja de Yeltes, Salamanca.
- Iglesia San Pedro ad Vincula y San Felipe, Villar de Gallimazo, Salamanca.
- Iglesia San Pedro ad Vincula, Seña, Limpias, Cantabria.
- Iglesia de San Pedro ad Vincula, Torralba de Aragón, Huesca.
- Iglesia de San Pedro ad Vincula, Noceda del Bierzo, León.
- Iglesia de San Pedro ad Vincula, Villalebrín, León.
- Iglesia de San Pedro ad Vincula, San Pedro Palmiches, Cuenca.
- Iglesia de San Pedro ad Vincula, Las Ventas de Retamosa, Toledo.
- Parroquia de San Pedro ad Vincula, Cóbreces, Cantabria.
- Parròquia de Sant Pere ad Vincula, Montreal, Tarragona.
- Parroquia de San Pedro ad Vincula, Ruijas, Valderredible, Cantabria.
- Iglesia de San Pedro ad Vincula, Loranca del Campo, Cuenca.
- Iglesia de San Pedro ad Vincula, Polanco, Cantabria.
- Iglesia de San Pedro ad Vincula, Pedro Bernardo, Ávila.
- Iglesia de San Pedro ad Vincula, Perorrubio, Segovia.
- Iglesia de San Pedro ad Víncula, Castillejo del Romeral, Huete, Cuenca.
- Iglesia de San Pedro ad Vincula, Liérganes, Cantabria.
- Iglesia de San Pedro ad Vincula, Vallecas, Madrid.
- Iglesia de San Pedro ad Vincula, Saelices de Mayorga, Valladolid.
- Iglesia de San Pedro ad Vincula, Villalpardo, Cuenca.
- Iglesia de San Pedro ad Vincula, San Pedro Castañero, León.
- Iglesia de San Pedro ad Vincula, Noceda del Bierzo, León.
- Iglesia de San Pedro ad Vincula, Escañuela, Jaén.
- Iglesia de San Pedro ad Vincula, Cóbreces, Cantabria.
- Iglesia de San Pedro ad Vincula, Castejada, Cáceres.
- Iglesia de San Pedro ad Vincula, La Parra, Ávila.
- Iglesia de San Pedro ad Vincula, Tardáguila, Salamanca.
- Iglesia de San Pedro ad Vincula, Villanueva de Guadamejud, Cuenca.
- Iglesia de San Pedro de Echano, Echano, Olóriz, Navarra.
- Iglesia de San Pedro ad Vincula, La Miñosa, Guadalajara.
- Iglesia de San Pedro ad Vincula, Mendeja, Vizcaya.
- Iglesia de San Pedro ad Vincula, Villota del Páramo, Palencia.
- Iglesia de San Pedro ad Vincula, Aldehorno, Segovia.
- Iglesia Parroquial San Pedro ad Vincula, Fuentelisendo, Burgos.
- Iglesia de San Pedro ad Vincula, Buciegas, Cuenca.
- Iglesia de San Pedro ad Vincula, Redueña, Madrid.
- Iglesia de San Pedro ad Vincula, Espiñeira, Orense.

### Alemania
En lengua alemana se utiliza la expresión in Ketten (con el mismo significado):
- Iglesia St. Petri-in-Ketten, Bonn (Lengsdorf), Renania del Norte-Westfalia.
- Iglesia St. Peter in Ketten, Hadamar, Hesse.
- Iglesia St. Petrus in Ketten, Imsweiler, Renania-Palatinado.
- Iglesia St. Peter in Ketten, Montabaur, Renania-Palatinado.

### Países Bajos
En lengua neerlandesa se utiliza el término Banden (con el mismo significado):
- Iglesia Sint Petrus' Banden, Diemen, Limburgo.
- Iglesia Sint Petrus' Banden, Driebergen, Utrecht.
- Iglesia Sint Petrus' Banden, Heer, Maastricht.
- Iglesia Sint Petrus' Banden, Leende, Brabante Septentrional.
- Iglesia Sint Petrus' Banden, Oisterwijk, Brabante Septentrional.
- Iglesia Sint Petrus' Banden, Overschie, Róterdam.
- Iglesia Sint Petrus' Banden, Son, Brabante Septentrional.
- Iglesia Sint Petrus' Banden, Venray, Holanda Septentrional.

### Reino Unido

#### Inglaterra
- Iglesia St. Peter ad Vincular, Thornaby, North Yorkshire.
- Iglesia St. Peter ad vincular, Bottesford, Scunthorpe, Lincolnshire.
- Iglesia St. Peter ad Vincula, Londres, Capilla Real en la Torre de Londres.
- Iglesia St. Peter ad Vincula, Coggeshall, Essex.
- Iglesia St. Peter ad Vincula, Stoke-on-Trent, Staffordshire (Stoke Minster).
- Iglesia St. Peter ad Vincula, Threekingham, Lincolnshire.
- Iglesia St. Peter ad Vincula, Tollard Royal, Wiltshire.
- Iglesia St. Peter ad Vincula, South Newington, Oxfordshire.
- Iglesia St. Peter ad Vincula, Hampton Lucy, Warwickshire.
- Iglesia St. Nicholas and St Peter ad Vincula, Curdworth, Warwickshire.
- Iglesia St. Peter ad Vincula, Wisborough Green, West Sussex.
- Iglesia St. Peter ad Vincula, Coveney, Cambridgeshire.
- Iglesia St. Peter Ad Vincula, Combe Martin, Devon.
- Iglesia St. Peter Ad Vincula, Tibberton, Worcestershire.

#### Gales
- Capello St. Peter ad Vincula, Pennal, el capello del Owain Glyndwr.